# Bjorøyna
Bjorøyna är en ö och en tätort i Øygardens kommun i Vestland fylke i västra Norge. Tätorten ligger vid fylkesväg 5236 på ön med samma namn, sydväst om staden Bergen. Ön och orten har fast förbindelse genom Bjorøytunneln som förbinder ön med fastlandet i Bergens kommun.

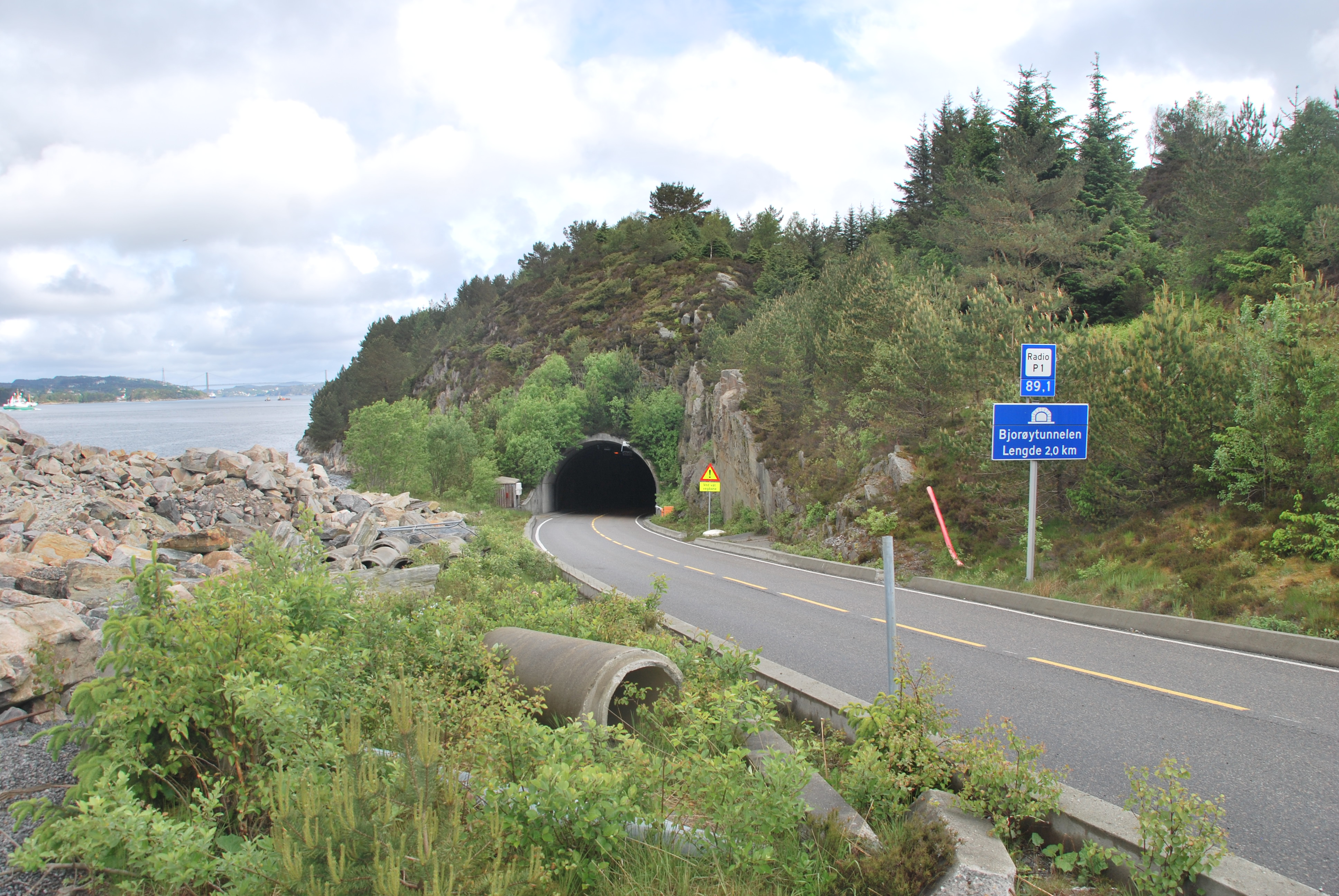
Bjorøytunneln förbinder Bjorøyna med fastlandet.